# Ulalume
Ulalume (Ulalume - A Ballad) è una poesia di Edgar Allan Poe pubblicata per la prima volta nel dicembre del 1847 sul periodico American Whig Review. Generalmente ritenuta tra le maggiori composizioni liriche di Poe, Ulalume venne definita da Thomas Stearns Eliot “una delle sue poesie più riuscite e più tipiche”.

## Titolo
Sul significato del titolo sono state avanzate varie ipotesi, tra cui quella di una fusione del verbo latino ululare con un'altra parola della stessa lingua, lumen (luce), o di quest'ultima con la parola turca ulu (morto).

## Argomento
Il poeta vaga per un lungo viale che attraversa la nebbiosa terra di Weir (“In the misty mid-region of Weir”), le cui foreste sono infestate dai ghoul. È una notte d'ottobre, forse l'ultima di quel mese, e il poeta dialoga con Psyche, personificazione della sua anima (“I roamed with my Soul… with Psyche, my Soul”). Poco prima dell'alba appare nel cielo una languida luce (“A liquescent and nebulous lustre”) che per il poeta è presagio di pace, amore e speranza, ma che atterrisce Psyche. Egli è certo che si tratti di un sogno (“This is nothing but dreaming”) e intende proseguire seguendo quella luce. In fondo al viale c'è un sepolcro e il poeta chiede a Psyche cosa stia scritto sulla porta di quello; lei gli rivela allora che il sepolcro è l'ultima dimora di Ulalume (“'Tis the vault of thy lost Ulalume!”). Il poeta, rattristato, si domanda con la sua compagna se quel chiarore non fosse lo spettro di un pianeta (“The spectre of a planet”) inviato per tenerlo lontano da ciò che sta nascosto nella brumosa terra di Weir.